# Лаудруп, Мадс
Мадс Туно Лаудруп (дат. Mads Thunø Laudrup; род. 9 февраля 1989 года в Милане) — датский футболист, выступавший на позиции полузащитника.

## Клубная карьера
Мадс начинал свою карьеру в команде КБ — фарм-клубе «Копенгагена». В мае 2006 года он дебютировал за «Копенгаген» в товарищеском турнире Viasat Cup. 30 марта 2007 года Мадс дебютировал в Чемпионате Дании в матче с «Хорсенс». Летом игрок продлил контракт с клубом до 2009 года. За это время он провёл за клуб всего одну игру и перешёл в «Херфёльге» на правах свободного агента. После слияния «Херфёльге» и ФК Кёге Мадс стал игроком новообразованного клуба «ХБ Кёге». После вылета «ХБ Кёге» из высшей лиги игрок перешёл в исландский «Стьярнан» на правах аренды.

## Личная жизнь
Мадс — сын известного датского футболиста и тренера Микаэля Лаудрупа. Его младший брат Андреас Лаудруп — тоже футболист.

## Достижения
- Чемпион Дании (2): 2005/06, 2006/07